# Provincia de Hatay
La provincia de Hatay es una de las 81 provincias de Turquía, situada en el sur del país, en la costa del mar Mediterráneo. Después de la Primera Guerra Mundial y con la partición del Imperio otomano, la región fue ocupada por Francia y hasta 1938 formó parte del mandato francés de Siria y el Líbano. Desde 1938, y durante un año, existió como entidad semiindependiente con el nombre de Estado de Hatay. Siria la reclama como parte de su territorio. A efectos estadísticos, forma parte de la región del Mediterráneo.

## Geografía
Su capital es Antioquía. Otra ciudad famosa de la provincia es Alejandreta. Tiene una superficie de 5524 km² y una población, en el año 2000, de 1 575 226 habitantes, lo que da una densidad de población de 261 hab/km².

## Historia

Mapa de los estados bajo mandato francés en 1921-22 (arriba izquierda el sanjacado de Alejandreta).

Antes de la Primera Guerra Mundial, las qadaas (distritos) de Alejandreta y Antioquía pertenecían a la provincia de Alepo, del Imperio otomano, y la parte norte, que corresponden a los distritos de Erzin, Dörtyol, y Hassa, a la provincia de Adana.
Tras 1918, el territorio fue incorporado al Mandato francés de Siria por el Tratado de Sèvres, aunque con el acuerdo franco-turco del 20 de octubre de 1921, confirmado por el Tratado de Lausana, la parte norte quedó en Turquía. Como su población incluía aproximadamente un tercio de turcófonos (el resto arabófonos con minorías armenias, griegas y otras), de acuerdo con el artículo 7 del acuerdo se organizó un régimen administrativo especial: el sanjacado de Alejandreta con autonomía administrativa y financiera y reconocimiento de la lengua turca, ligado al estado de Alepo.
En 1936 Turquía hizo saber que no aceptaría que ese territorio, donde vivía una importante minoría turca, pasase a un estado sirio independiente; mientras fomentaba la instalación de turcos en la región. Las elecciones de mayo de 1937 dieron un 47% de votos a las opciones turcas. Se produjeron incidentes entre las dos partes que llevaron a la intervención de la Sociedad de Naciones, llegándose (junio-noviembre de 1937) al acuerdo de hacer del sanjacado autónomo ‘una entidad distinta pero no separada de Siria’ ligada a Francia y Turquía para asuntos de defensa.

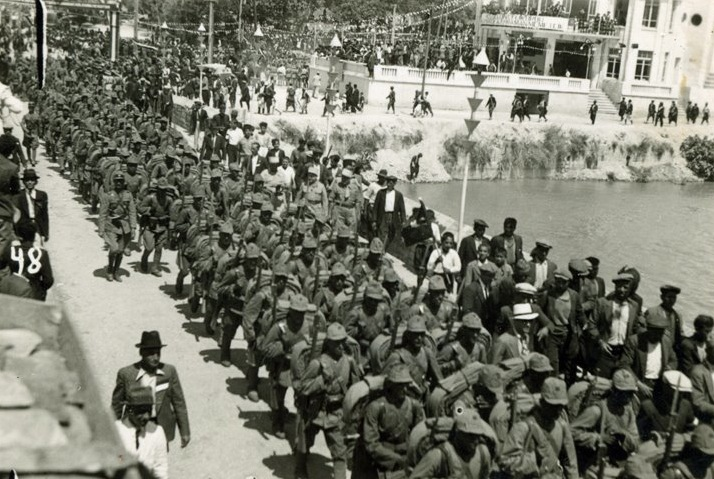
Fuerzas turcas entrando en Alejandreta el 5 de julio de 1938.

En septiembre de 1938, con un Gobierno francés que buscaba el acercamiento de Turquía, se transformó en la República de Hatay. Los turcos se hacen con el control de la república que vota su incorporación a Turquía el 23 de junio de 1939. Turquía gana un territorio de cerca de 4700 km², poblado por unos 200 000 habitantes. En consecuencia, 15 000 armenios (excepto el pueblo de Vakıflı, Samandağ) así como otros cristianos árabes se exiliaron.
Posteriormente, Turquía incorporó a la provincia, en su lado norte, los distritos de Erzin, Dörtyol y Hassa, reforzando así su carácter turco.